# 로테스 라트하우스역
로테스 라트하우스역(U-Bahnhof Rotes Rathaus)은 베를린 미테구 미테에 있는 U5의 역이다. 베를린 시청인 붉은 시청사에 인접해 있다. 브란덴부르거 토어-알렉산더플라츠 구간에 속해 있으며, 2010년 착공하여 2020년 12월 4일에 개통했다.

## 역사

### 계획

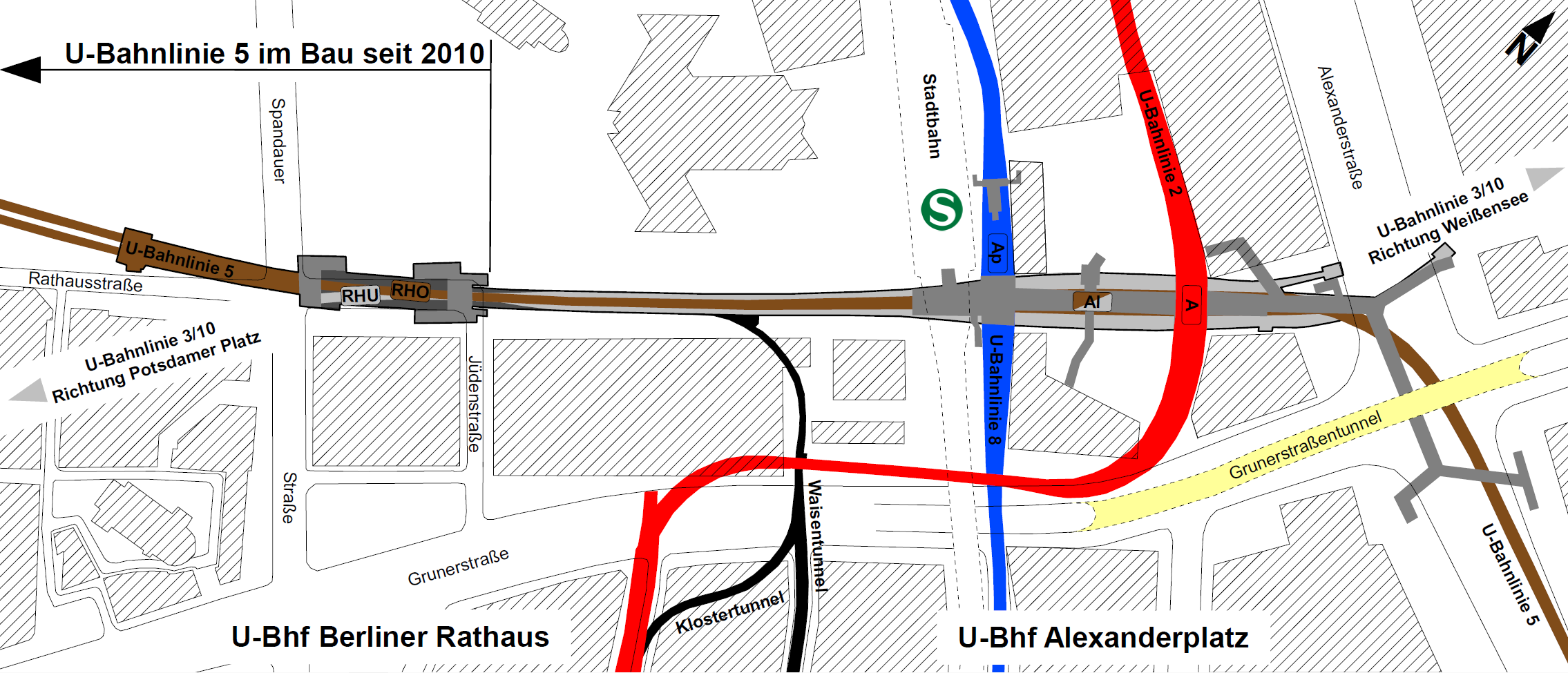
알렉산더 광장 주변의 지하철 노선

승강장 길이는 120 m이며, 붉은 시청사 앞의 라트하우스슈트라세(Rathausstraße)를 지나간다. CollignonArchitektur에서 역 설계를 담당했다. 상대식 승강장의 중간 지지 기둥은 중세 시기 베를린 시청의 천장 구조에서 영감을 얻은 7 m×9 m 크기의 버섯형(Pilzkopfstützen)으로 설치되어 있다. 역의 바닥면적은 8000 m²이다. 계획 당시 역명은 베를리너 라트하우스(Berliner Rathaus)역이었다.
역 상층부는 상대식 승강장이 2면 설치되었고, 너비는 약 4 m이다. 노면에서 지하 7 m에 위치해 있다. 역 하층부는 지하 12 m에 위치해 있으며, 4선의 인상선이 설치되어 있으나, 포츠다머 플라츠 방면 U3/U10 연장선의 장기 계획이 건설되는 경우 양끝의 2선을 철거하고 승강장을 건설할 수 있도록 설계되어 있다. 승강장 양쪽 끝에서는 중간층을 거쳐서 지상과 연결된다. 서쪽 출입구는 슈판다우어 슈트라세(Spandauer Straße), 동쪽 출입구는 위덴슈트라세(Jüdenstraße)와 연결된다. 승강장 동쪽으로 엘리베이터가 설치되어 있다.
이 구간이 건설되기 전 U5 노선의 터널은 위덴슈트라세까지 이어져 있었고, 4선 인상선과 연결선이 설치되어 있었다. 로테스 라트하우스역은 기존 터널 인근에서 시작되었고, 역 건설 과정에서 인상선과 연결선 부분이 재건축되었다. 역 건설은 지상을 개착하지 않고 지하 굴착으로 진행되었다. 지하 32 m에 지중연속벽, 가압그라우팅 공법으로 역 하부와 상부가 건설된 후 역사 구조물 건설이 진행되었다.
역 서쪽으로 터널굴착기 사용 구간이 시작되며, 슈프레강과 슈프레운하를 하저로 통과하기 때문에 침수 방지를 위해서 차수벽이 설치되었다.
2016년 8월 31일까지는 베를리너 라트하우스(Berliner Rathaus)역으로 계획되어 있었으며, 2016년 9월 1일 현재의 역명인 로테스 라트하우스역이 확정되었다.

### 건설

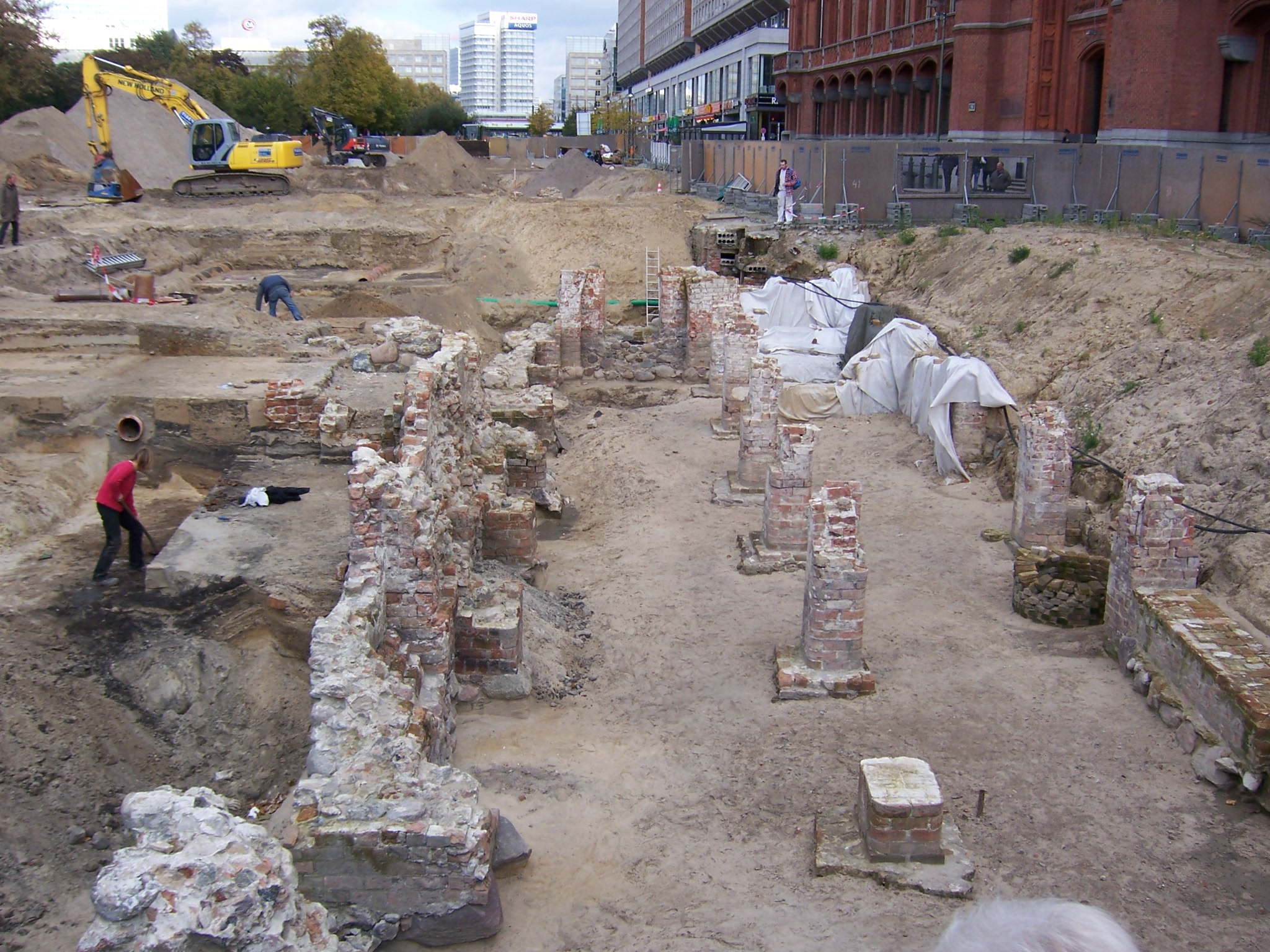
문화재 발굴 현장, 2011년

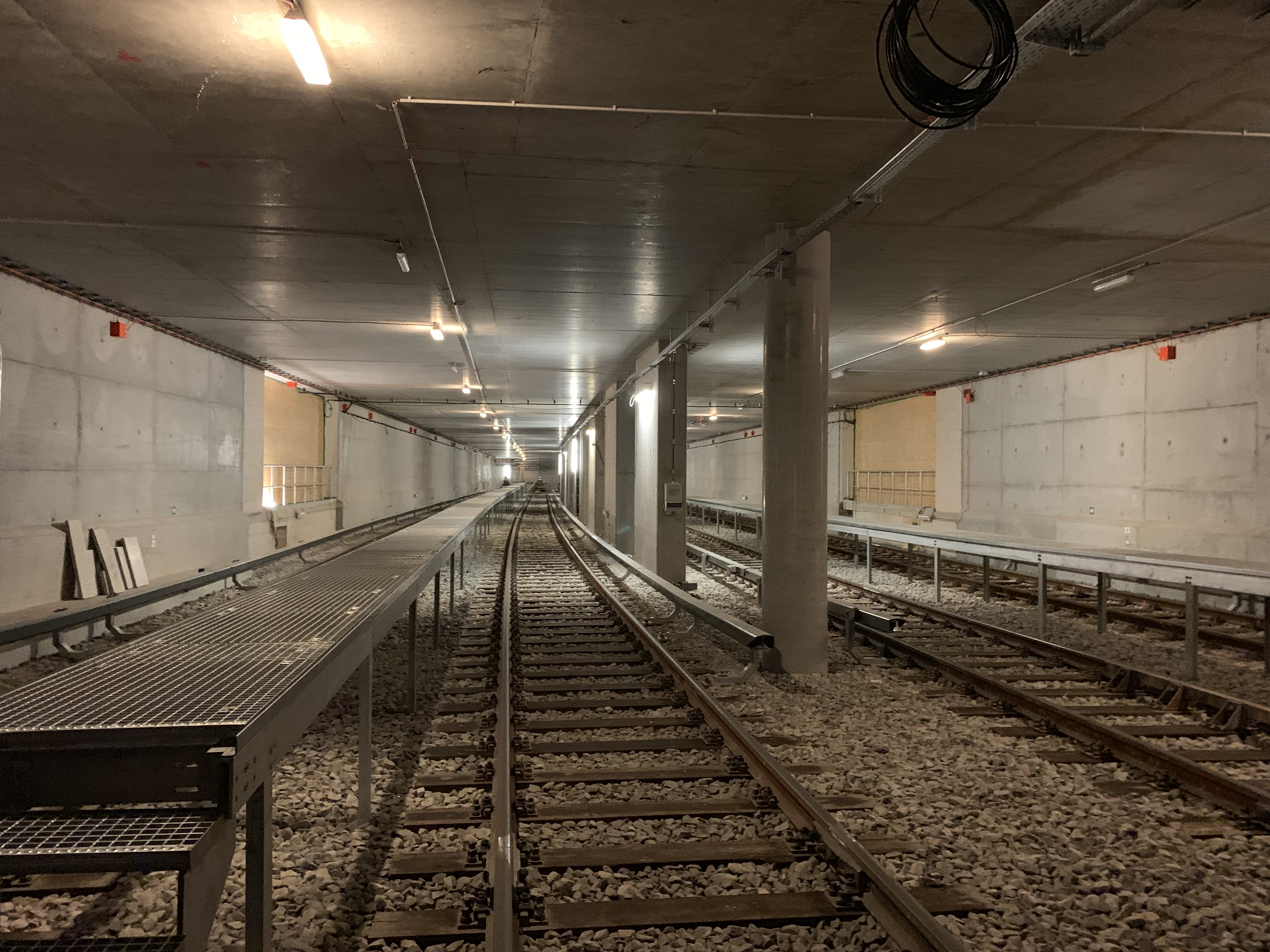
인상선, 2019년

2009년부터 공사 현장과 역 부지에서 문화재 발굴이 시작되었다. 이 과정에서 나치 독일 시기에 압류당해서 지하에 묻혀 있었던 근대 조각상이 발굴되었다. 동시에 2011년 말까지 공사 현장을 지나는 각종 파이프가 우회되었다. 붉은 시청시 부지에서의 문화재 발굴 당시 중세 시기 베를린 시청사의 유적이 발굴되어 착공이 지연되었다. 문화재 문제로 인하여 역 건설 계획이 변경되어 유적지를 피하는 쪽으로 출구가 건설되었고 향후 투명창을 설치하여 유적을 볼 수 있도록 했다.
터널 구간 공사는 2012년 초에 시작되었으나 역 건설은 2013년 초에 시작되었다. 역 구조물 공사에는 6200만 유로 예산이 소요되었다.
2016년 9월 7일 토핑 아웃 행사가 진행되었으며, 약 3000명이 공사 현장을 관람했다. 2017년 1월에는 구조물 공사가 완료되었고, 역 내부 공사가 시작되었다. 2019년 4월까지 지상 및 지하 승강장으로 향하는 궤도 및 알렉산더플라츠 방면 궤도 건설 공사가 진행되었다.

### 사고
2021년 1월 4일 이 역에 유치되어 있었던 지하철 차량 공조기에서 화재가 발생했다. 연인원 145명이 현장에 출동했으며, 이 과정에서 BVG 직원 두 명이 연기 흡입으로 부상당했다.

## 인접 철도역
베를린 버스 200, 300, N5번과 환승할 수 있다.
| 베를린 지하철 5호선      | 베를린 지하철 5호선 | 베를린 지하철 5호선      |
| ------------------------ | ------------------- | ------------------------ |
| 무제움스인젤 중앙역 방면 | U5                  | 알렉산더플라츠 회노 방면 |

## 같이 보기
- 붉은 시청사